# Rosie Douglas
Pour les articles homonymes, voir Douglas.
 (octobre 2015).
Si vous disposez d'ouvrages ou d'articles de référence ou si vous connaissez des sites web de qualité traitant du thème abordé ici, merci de compléter l'article en donnant les références utiles à sa vérifiabilité et en les liant à la section « Notes et références ».
Roosevelt Bernard Douglas, dit Rosie Douglas, né à Portsmouth, en Dominique, le 15 octobre 1941, et mort le 1er octobre 2000, est Premier ministre et ministre des Affaires étrangères de la Dominique en 2000.

## Jeunesse
Son père, Robert Bernard Douglas, est d’origine modeste. Après avoir travaillé dans le pétrole à Curaçao, il achète une plantation en Dominique. Il est à la fois, un homme d’affaires, un homme politique conservateur et un philanthrope. Pendant la Seconde Guerre mondiale, il recueille des dissidents de Guadeloupe et Martinique. Il mène ensuite une carrière politique en Dominique et est à l’origine de la construction d’une école publique et d’une maternité à Portsmouth.
Roosevelt Douglas est le deuxième d’une famille de 16 enfants (7 garçons et 9 filles). Il est très proche de sa mère, Bernadette Douglas dont il hérite des qualités de cœur et de la générosité. Très tôt son frère aîné Michael, lui sert d’exemple.
Il est scolarisé à l’école primaire à Portsmouth puis suit des études secondaires à Roseau d’abord à la Dominica Grammar School puis à Saint Mary’s Academy.
Pour tempérer ses ardeurs de militant, déjà impliqué dans la défense des plus faibles, son père l’envoie poursuivre des études au Canada en  1961. À la suite de problèmes d’obtention de visa, il décide d’appeler directement le Premier ministre du Canada, John Diefenbaker. Ce  dernier, surpris par la détermination de Douglas, facilite ses démarches. Une fois arrivé au Canada, cela lui vaut des relations privilégiées avec le chef du gouvernement et Rosie Douglas milite au sein des jeunes du Parti conservateur du Canada. Il étudie l'agriculture à l'Ontario Agricultural College dont il sort diplômé en 1963. Pendant ces études, il se rapproche aussi du Mouvement américain des droits civiques.
En 1964, ses études d’agriculture terminées, au lieu de rentrer en Dominique, il part pour Montréal à l’université Sir Georges Williams (actuelle Université Concordia) où il obtiendra une licence en économie et sciences politiques en 1969. Il poursuit ensuite un troisième cycle à l’Université McGill à Montréal, où il prend part à des mouvements antiracistes.
Au printemps 1968, six étudiants antillais portent plainte contre leur enseignant en biologie, Perry Anderson, qu'ils accusent de discrimination raciale. Neuf mois plus tard, l'affaire n'ayant toujours pas été traitée, quelques centaines d’étudiants occupent plusieurs jours le laboratoire informatique du Henry F. Hall Building de l'université Sir Georges Williams le 29 janvier 1969. Après l’intervention de l’escouade antiémeute, un incendie se déclare dans le laboratoire informatique, engendrant des millions de dollars de dommages. Une centaine d’arrestations sont effectuées. Des étudiants sont condamnés à des peines de prison, Rosie Douglas recevant une peine de deux ans, alors que certains étudiants expulsés vers leur pays d’origine. Une fois reconnu le bien-fondé de son action , une amnistie est proposée à Douglas, qui la refuse.

## Entrée en politique
Dans l’intervalle le Black National Award lui est décerné par une association de la bourgeoisie noire vivant au Canada. C’est son amie June Ward qui récupère ce prix en son nom. Après 18 mois, il est expulsé vers la Dominique, menottes aux mains et chaînes aux pieds. Douglas débarque donc enchaîné dans son pays. Il est accueilli à l’aéroport  comme un héros par un groupe de jeunes de Berekua. Ce qui devait être une honte, se transforme donc en triomphe. Il s’implique dans la vie politique. Il fonde le PIC (Popular Independance Committee) au sein duquel il milite pour l’indépendance de son pays, aux côtés de Pierre Charles pour éveiller la conscience nationale du peuple.
La Dominique obtient son indépendance le 3 novembre 1978. Patrick John est nommé Premier ministre et Roosevelt Douglas obtient un poste de sénateur la même année. En août 1979, le cyclone David dévaste la Dominique et provoque une grave crise économique politique et sociale.  Pour aider son pays, Rosie Douglas multiplie ses voyages à l’étranger. Il cherche des soutiens. Ses contacts avec Cuba et la Libye ne font pas l’unanimité. Néanmoins, sa priorité est de trouver des aides pour développer le pays. C’est ainsi qu’il obtient par exemple de nombreuses bourses d’études pour les étudiants dominiquais (60 % des diplômés d’université dominiquais le doivent à Rosie Douglas). Il est cependant destitué de son poste de sénateur à la demande des États-Unis pour que la Dominique puisse toucher l'aide américaine.
Parallèlement, Rosie Douglas milite pour les droits des minorités à travers le monde. Il est  l’un des premiers, à souhaiter un rapprochement entre les pays de la Caraïbe. Il est à l’origine de la création de la Caribbean Festival of Arts (événement culturel majeur des pays de la Caraïbe).
En 1985, il se fait élire comme candidat indépendant avant de perdre de nouveau son siège en 1990. En parallèle, il rejoint le Parti travailliste de la Dominique où il est chargé des relations internationales. il devient le leader en 1992, après la mort de son frère Michael à qui il succède. Son parti perd les élections en 1995, puis les gagne en janvier 2000 avec l'aide des conservateurs du Parti de la liberté de la Dominique et devient Premier ministre de la Dominique. Peu après, il annonce son ambitieux projet de conduire la Dominique à devenir membre de l'Union européenne, compte tenu, entre autres, de la position de son pays, entre deux îles françaises donc rattachées à l'Europe et avec lesquelles il a toujours eu d'excellentes relations. Il meurt brutalement, le 1er octobre 2000, dans sa petite maison de Portsmouth, 9 mois à peine après sa prise de fonctions.